# Issa López
Issa López (Città del Messico, 3 agosto 1971) è una sceneggiatrice, regista e produttrice cinematografica messicana.

## Biografia
Issa López è nata nel 1971 a Città del Messico, dove è stata cresciuta da suo padre, professore universitario di semiologia, dopo la morte della madre. Durante la sua infanzia la sua famiglia ha dovuto affrontare difficoltà economiche, aspetto determinante della sua vita che ha ispirato gran parte del suo lavoro successivo insieme alla passione della madre per Edgar Allan Poe e Howard Phillips Lovecraft. Successivamente, ha studiato archeologia per circa due, per poi iscriversi all'Escuela Nacional de Artes Cinematográficas di Città del Messico, dove ha conseguito una laurea triennale in regia e sceneggiatura. Ha iniziato la sua carriera come sceneggiatrice per telenovelas e programmi televisivi per Televisa. Nel 2003 ha scritto il film Ladies' Night di Gabriela Tagliavini. Nel 2006 ha debuttato come regista con Efectos secundarios con Marina de Tavira. Nel 2017 ha diretto Tigers Are Not Afraid, presentato al Fantastic Fest di Austin e vincitore di due Premi Ariel. Nel 2024 ha diretto, sceneggiato e prodotto la quarta stagione di True Detective con Jodie Foster e Kali Reis. Grazie a questo lavoro, è stata candidata a tre Premi Emmy.

## Filmografia

### Sceneggiatrice

#### Cinema
- Ladies' Night, regia di Gabriela Tagliavini (2003)
- Efectos secundarios, regia di Issa López (2006)
- Charm school - Ragazze incorreggibili (Niñas mal), regia di Fernando Sariñana (2007)
- Casi divas, regia di Issa López (2008)
- Sucedió en un día, regia di Mariana Chenillo, Daniel Gruener e Beto Gómez (2010)
- Viaje de generación, regia di Alejandro Gamboa (2012)
- Pulling Strings, regia di Pedro Pablo Ibarra (2012)
- 600 miglia (600 Millas), regia di Gabriel Ripstein (2015)
- A la mala, regia di Pedro Pablo Ibarra (2015)
- Tigers Are Not Afraid (Vuelven), regia di Issa López (2017)
- La boda de Valentina, regia di Marco Polo Constandse (2018)
- Todo mal, regia di Issa López (2018)
- Noche de bodas, regia di Osvaldo Benavides (2024)

#### Televisione
- Plaza Sésamo - serie TV, 3 episodi (1997-1998)
- Laberintos de pasión - serie TV, 80 episodi (1999-2000)
- Primer amor - serie TV (2000-2001)
- True Detective - serie TV, 6 episodi (2024)

#### Cortometraggi
- Tan callando, regia di Issa López (1994)
- Quimera, regia di Issa López (1994)

### Regista

#### Cinema
- Efectos secundarios (2006)
- Casi divas (2008)
- Tigers Are Not Afraid (Vuelven) (2017)
- Todo mal (2018)

#### Televisione
- Plaza Sésamo - serie TV, episodio 5x01 (1997)
- Britannia - serie TV, 2 episodi (2019)
- True Detective - serie TV, 6 episodi (2024)

#### Cortometraggi
- Tan callando (1994)
- Quimera (1994)

### Produttrice

#### Cinema
- Efectos secundarios, regia di Issa López (2006)
- Tigers Are Not Afraid (Vuelven), regia di Issa López (2017)
- La boda de Valentina, regia di Marco Polo Constandse (2018)
- Todo mal, regia di Issa López (2018)

#### Televisione
- True Detective - serie TV, 6 episodi (2024)

### Attrice
- Desafío, regia di Julio Bracho e Jorge Luquín (2010)

### Montatrice
- Tan callando - cortometraggio (1994)

## Riconoscimenti
- Premio Emmy
  - 2024 - Candidatura alla miglior miniserie o film per True Detective
  - 2024 - Candidatura alla miglior regia per True Detective
  - 2024 - Candidatura alla miglior sceneggiatura per True Detective
- Premio Ariel
  - 2016 - Candidatura alla miglior sceneggiatura per 600 miglia
  - 2018 - Candidatura al miglior regista per Tigers Are Not Afraid
  - 2018 - Candidatura alla miglior sceneggiatura per Tigers Are Not Afraid